# Santa Maria (Taüll)

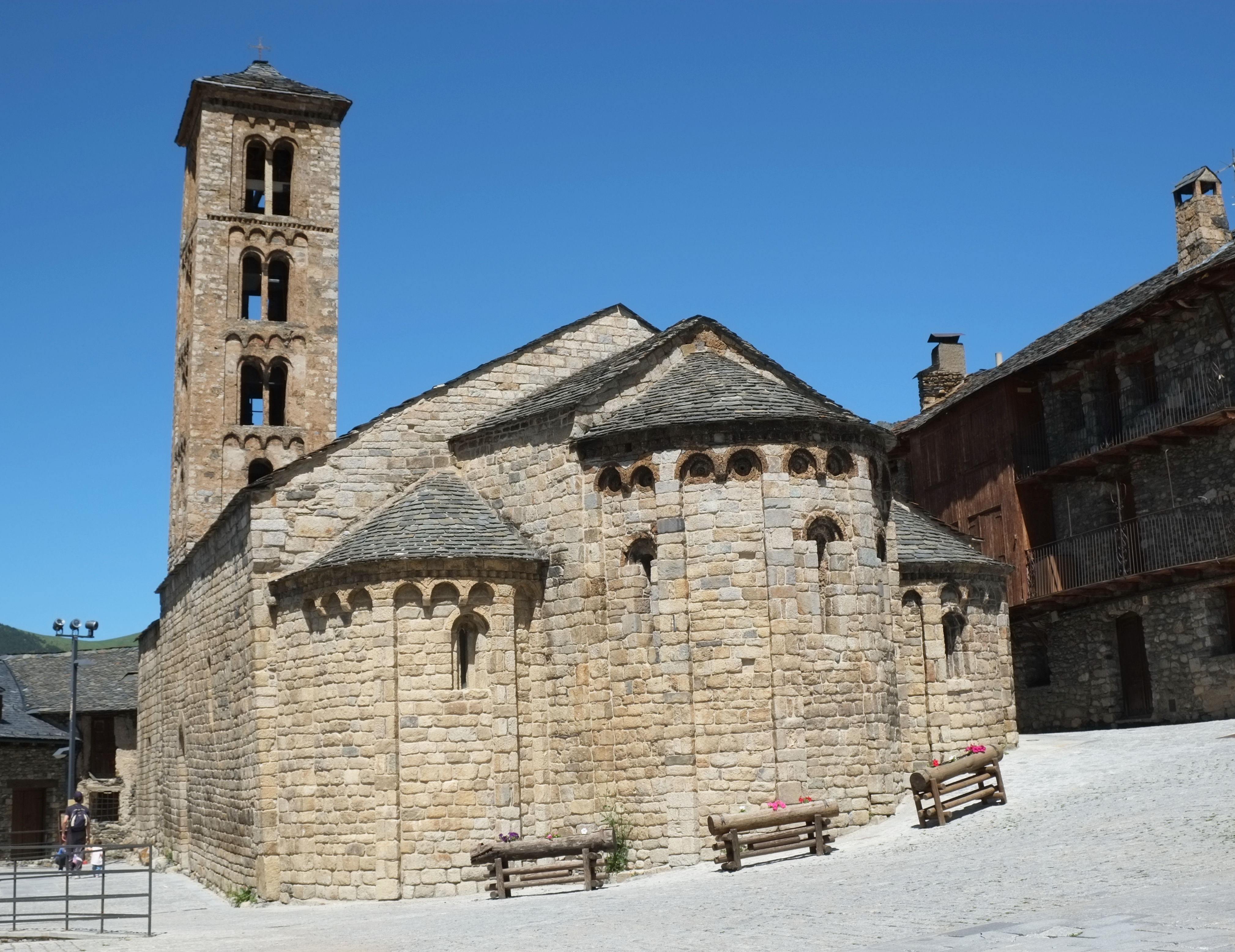
Pfarrkirche Santa Maria

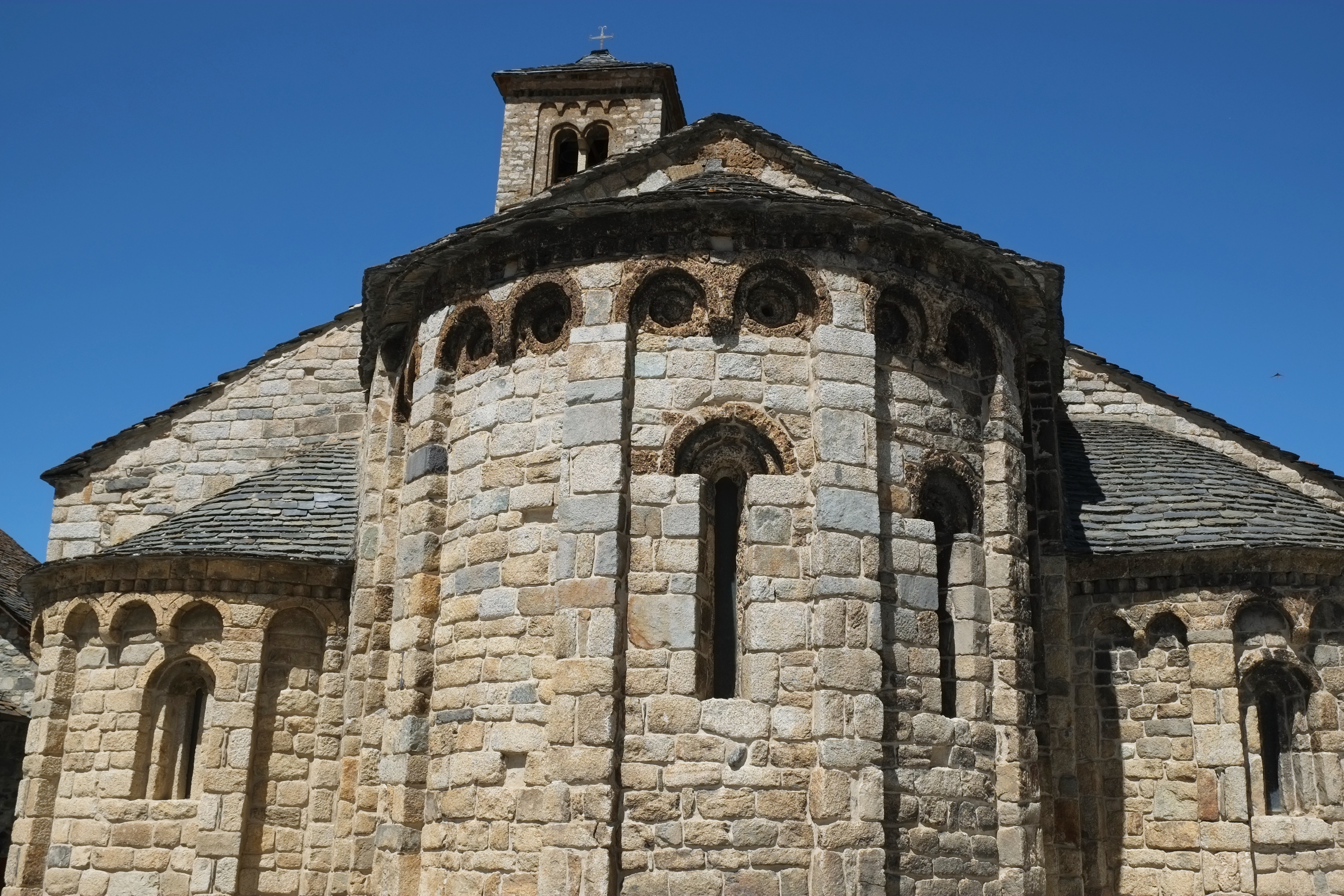
Chorhaupt

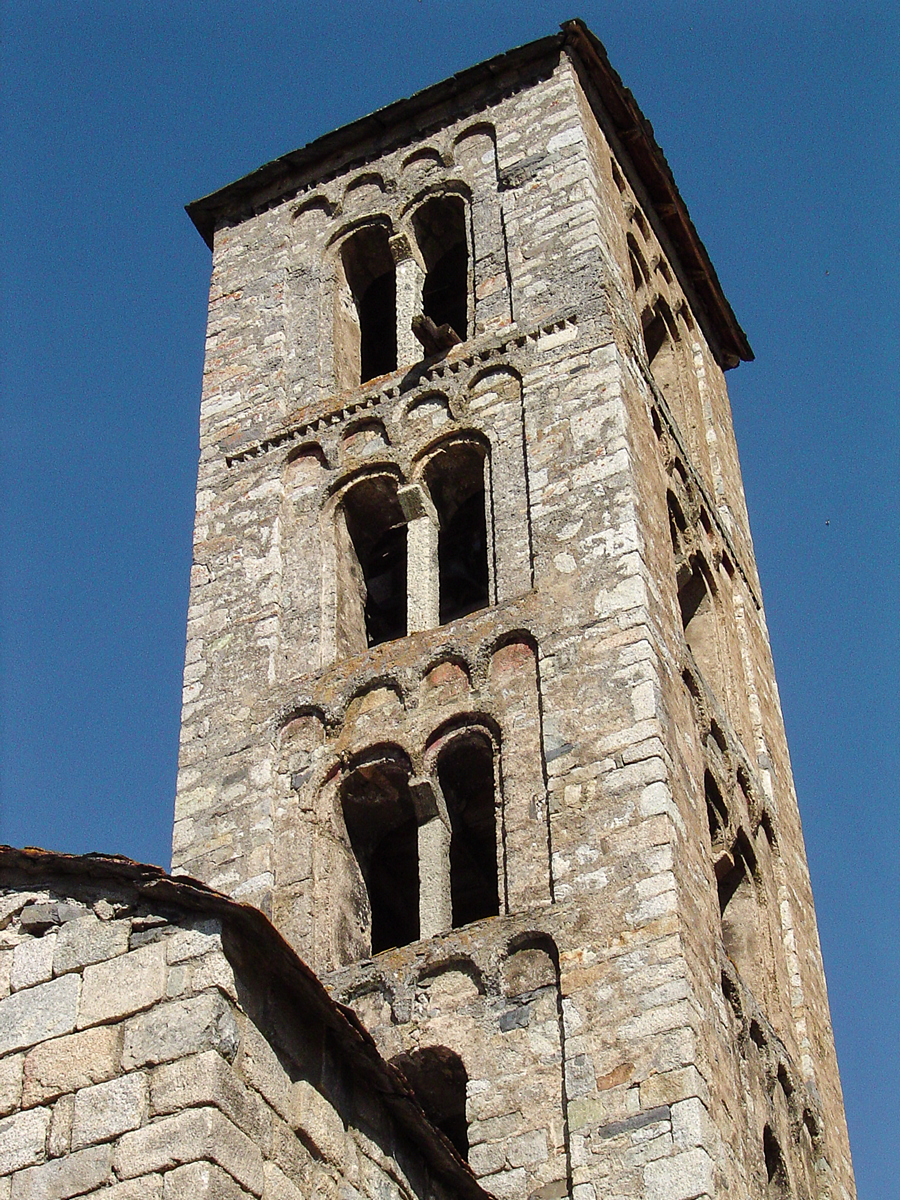
Turm

Die römisch-katholische Pfarrkirche Santa Maria in Taüll, einem Ortsteil der Gemeinde Vall de Boí, gehört zu den neun romanischen Kirchen in der spanischen Autonomen Region Katalonien, die im Jahr 2000 von der UNESCO als Romanische Kirchen des Vall de Boí in die Weltkulturerbeliste aufgenommen wurden. Bereits im Jahr 1931 war die im Zentrum des Ortes gelegene Marienkirche – wie auch die Kirche Sant Climent in Taüll – zum Bé Cultural d’Interès Nacional (Kulturgut von nationaler Bedeutung) erklärt worden. Die Kirche war ursprünglich mit Wandmalereien aus der Bauzeit ausgestattet, die heute im Museu Nacional d’Art de Catalunya (MNAC) in Barcelona zu sehen sind.

## Geschichte
Die Kirche wurde zum großen Teil im 12. Jahrhundert an der Stelle eines Vorgängerbaus aus dem 11. Jahrhundert errichtet. Die Weihe der Kirche fand am 11. Dezember 1123, einen Tag nach der Weihe der Kirche Sant Climent, durch Raimund von Roda, den Bischof von Barbastro-Roda, statt. Die Weiheurkunde ist das erste Dokument, in dem die Kirche schriftlich erwähnt wird. Im 18. Jahrhundert fanden größere Umbauten statt. Anstelle der südlichen Seitenapsis wurde eine Sakristei errichtet, die Seitenschiffe wurden zu Kapellen umgebaut und über dem östlichen Langhaus wurde ein Laternenturm errichtet. Erst während der Restaurierung der Kirche in den 1970er Jahren wurde der Zustand des 12. Jahrhunderts wieder hergestellt.
In den Jahren 1919 bis 1923 wurde – wie auch in den anderen Kirchen im Vall de Boí – ein Teil der romanischen Wandmalereien aus der Kirche entfernt und ins Museu Nacional d’Art de Catalunya (MNAC) in Barcelona gebracht. Die Originale wurden durch Kopien ersetzt. Weitere Wandmalereien wurden in den Jahren 1960 und 1971 entfernt. Im Jahr 2013 wurden Kopien an der Südseite des Langhauses angebracht. 

## Architektur

### Außenbau
Das unregelmäßige Mauerwerk im unteren Bereich des Glockenturms erinnert noch an den Vorgängerbau aus dem 11. Jahrhundert. Der Turm ist in das südliche Langhaus eingeschnitten. Die vier oberen Geschosse des mit einem Pyramidendach gedeckten Turms sind wie das Langhaus und die Apsiden aus sorgfältig behauenen und in regelmäßigen Reihen angeordneten Steinquadern errichtet. Sie werden im Stil der lombardischen Romanik durch Blendfelder mit Bogen- und teilweise mit Sägezahnfriesen gegliedert und sind auf allen vier Seiten von Fenstern durchbrochen. Die oberen drei Stockwerke weisen Zwillingsfenster auf, das Stockwerk darunter ein einfaches Rundbogenfenster. An den oberen Stockwerken sind noch spärliche Reste der ursprünglichen Bemalung erhalten. 
Die Außenmauern der Apsiden sind mit Blendarkaden und Lisenen, den sogenannten lombardischen Bändern, verziert. In der Hauptapsis sind oben kleine Rundfenster und zwischen den Lisenen drei schießschartenartige, von Archivolten gerahmte Öffnungen eingeschnitten. Die Seitenapsiden werden in der Mitte von einem schmalen, mehrfach gestuften Fenster durchbrochen. Unter dem Dachansatz verläuft ein Sägezahnfries. 
Die Kirche besitzt zwei schlichte Rundbogenportale, das Hauptportal an der Westfassade und ein Seitenportal im südlichen Langhaus.

### Innenraum

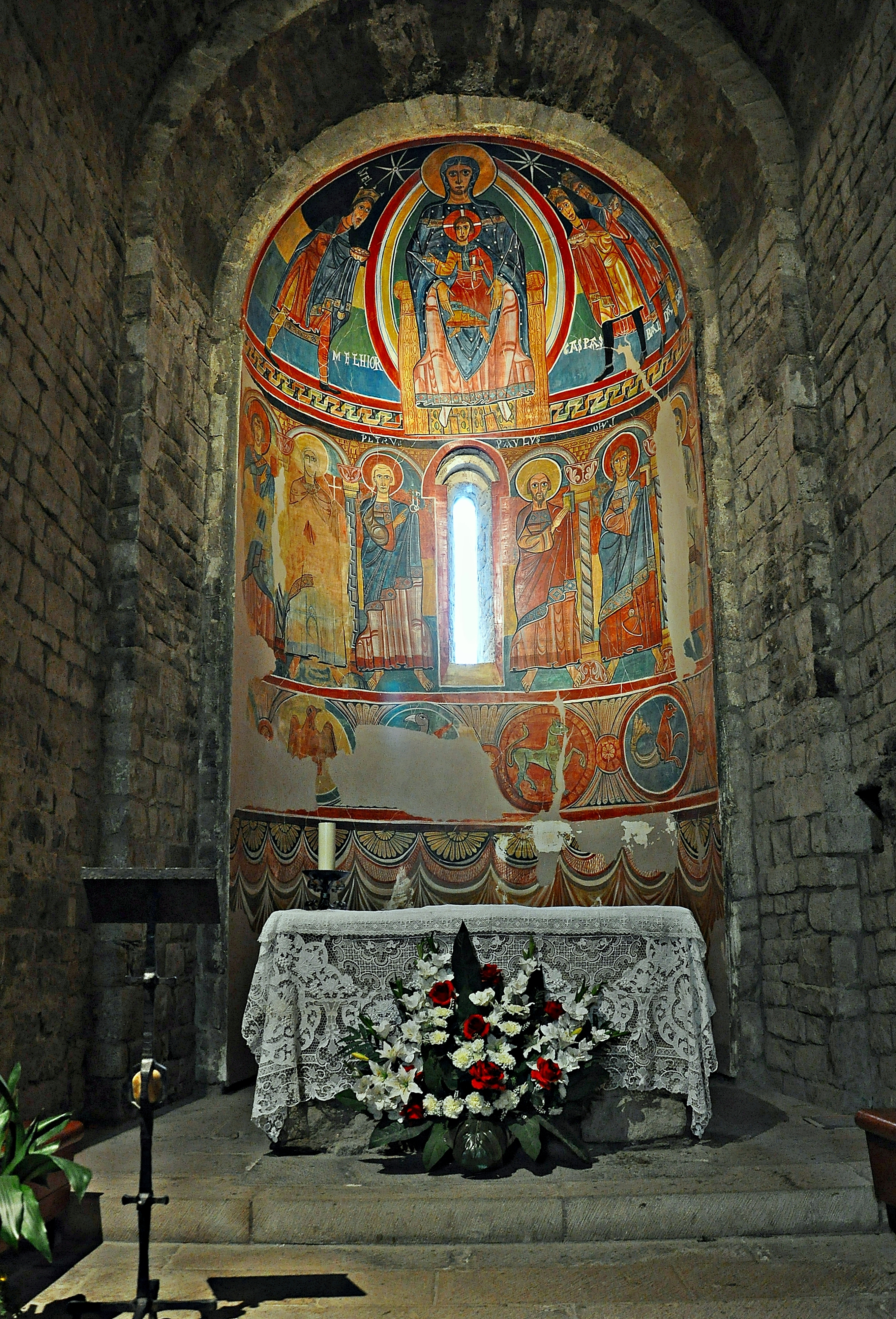
Hauptapsis

Die Kirche ist eine Basilika mit drei Schiffen und drei Apsiden. Im dreischiffigen Langhaus öffnen sich weite, auf mächtigen Säulen aufliegende Rundbogenarkaden zu den beiden Seitenschiffen. Die Seitenschiffe und das Hauptschiff werden von einem offenen Dachstuhl gedeckt. Die Apsiden werden von Kalotten überwölbt. Beleuchtet wird der Innenraum durch die schmalen Rundbogenfenster in den Apsiden und ein weiteres über dem Portal an der Westfassade.

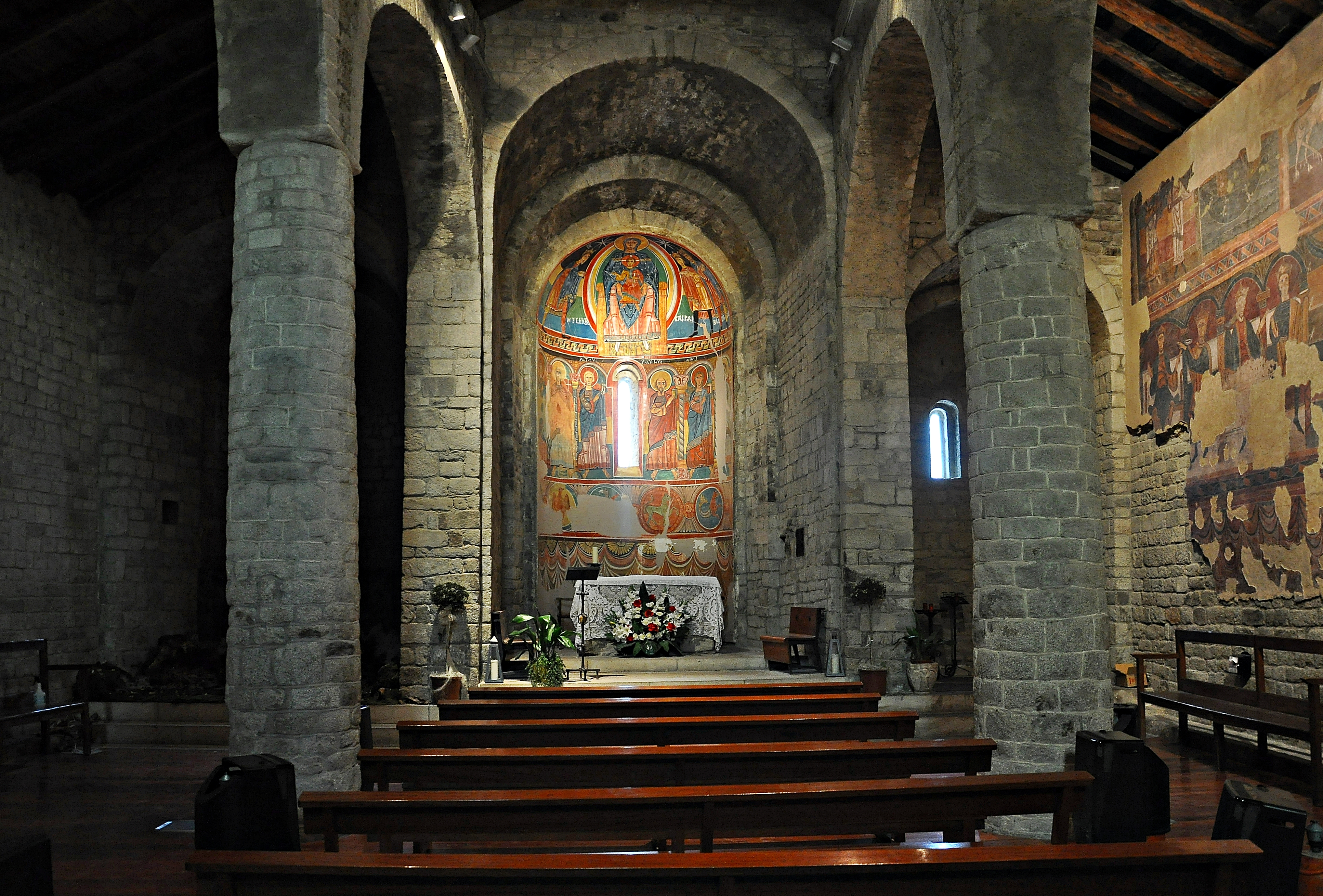
Innenraum
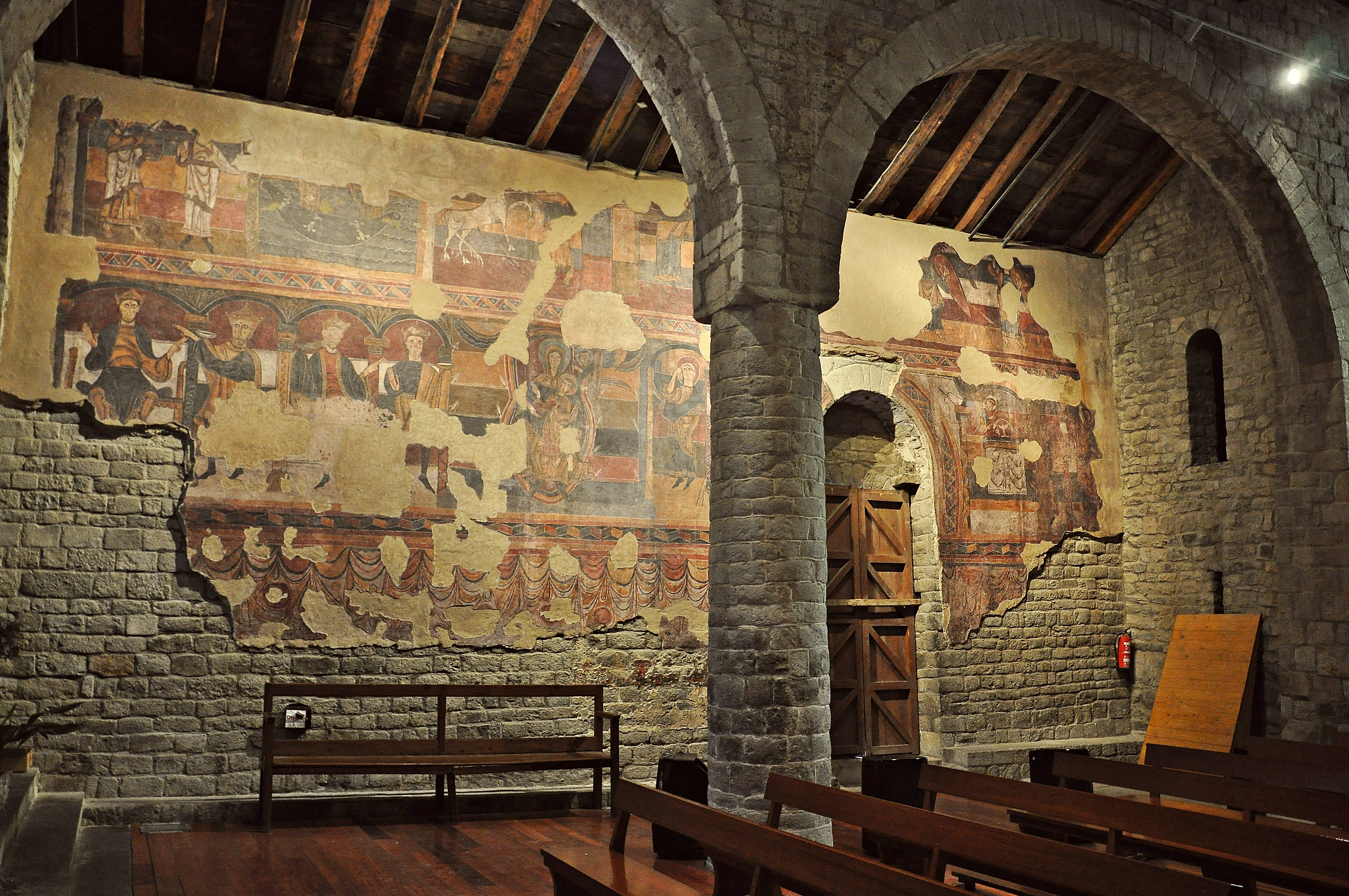
Innenraum

## Wandmalereien

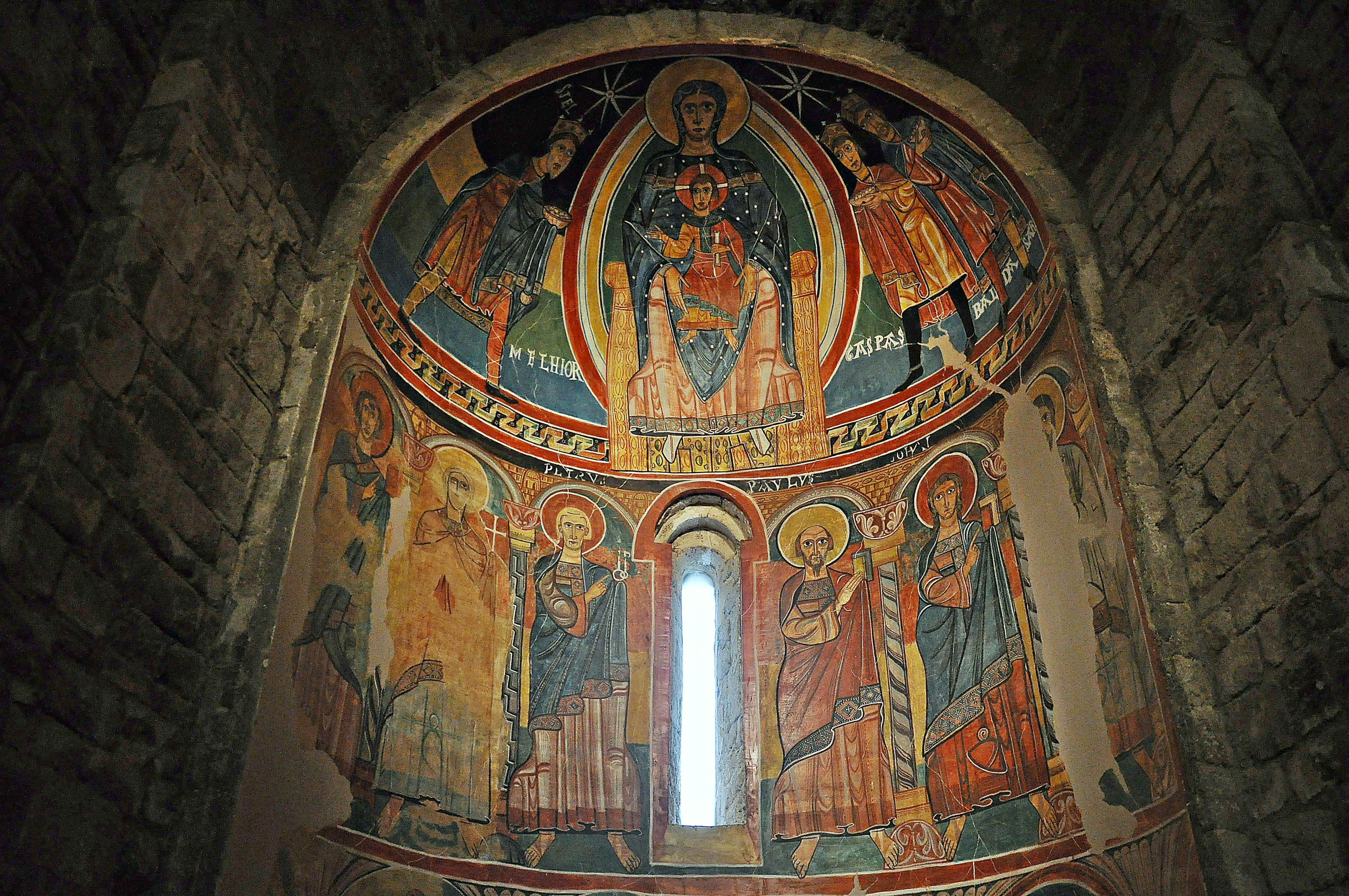
Hauptapsis mit der Kopie der ursprünglichen Ausmalung

An der Apsis und an der Südseite des Langhauses sind Kopien der ursprünglichen Wandmalereien angebracht. Die Originale der Malereien in der Apsis werden – wie die Malereien in der Kirche Sant Climent – dem sogenannten Meister von Tahull zugeschrieben, die Malereien der übrigen Wände waren in Freskotechnik ausgeführt und werden einem anderen Meister zugeschrieben.
Auf der Apsiskalotte sieht man die Anbetung der Heiligen Drei Könige. In der Mitte wird Maria, auf dem Thron der Weisheit sitzend und von einer Mandorla umgeben, dargestellt. Auf ihrem Schoss sitzt das Jesuskind, dessen Haupt von einem Kreuznimbus umgeben ist. Es hat die rechte Hand zum Segen erhoben und hält in der linken Hand eine Schriftrolle. Außerhalb der Mandorla sieht man oben zwei Sterne, seitlich nähern sich die drei Könige, um dem Jesuskind ihre Geschenke darzubieten. Neben der Darstellung der Könige stehen ihre Namen geschrieben. Der Tradition folgend verkörpern sie die drei Lebensalter. Melchior, auf der linken Seite, wird mit grauem Bart dargestellt und symbolisiert das Alter, auf der rechten Seite steht Caspar, der bartlos dargestellt ist und die Jugend verkörpert, daneben Balthasar mit dunklem Bart, der das Erwachsenenalter symbolisiert. Unter der Szene verläuft eine Bordüre mit einem Mäander. Darunter sind sechs Apostel dargestellt, vier sind durch ihre Namen gekennzeichnet: Andreas, Petrus, Paulus und Johannes. Unter den Aposteln verläuft eine weitere Bordüre mit großen Kreisen, in denen Tiere und Phantasiewesen zu sehen sind. Auf der untersten Bildebene wird eine Vorhangdraperie vorgetäuscht.